# Solis
|  | No s'ha de confondre amb Solís. |

Solis és una concentració de població designada pel cens dels Estats Units a l'estat de Texas. Segons el cens del 2000 tenia 545 habitants.

## Demografia
Segons el cens del 2000, Solis tenia 545 habitants, 163 habitatges, i 127 famílies. La densitat de població era de 100,2 habitants per km².
Dels 163 habitatges en un 41,7% hi vivien nens de menys de 18 anys, en un 59,5% hi vivien parelles casades, en un 14,7% dones solteres, i en un 21,5% no eren unitats familiars. En el 17,8% dels habitatges hi vivien persones soles el 9,8% de les quals corresponia a persones de 65 anys o més que vivien soles. El nombre mitjà de persones vivint en cada habitatge era de 3,34 i el nombre mitjà de persones que vivien en cada família era de 3,9.
Per edats la població es repartia de la següent manera: un 34,3% tenia menys de 18 anys, un 12,3% entre 18 i 24, un 25,7% entre 25 i 44, un 15,4% de 45 a 60 i un 12,3% 65 anys o més.
L'edat mediana era de 30 anys. Per cada 100 dones de 18 o més anys hi havia 91,4 homes.
La renda mediana per habitatge era de 34.861 $ i la renda mediana per família de 42.031 $. Els homes tenien una renda mediana de 31.250 $ mentre que les dones 25.417 $. La renda per capita de la població era de 10.319 $. Cap de les famílies i el 5,9% de la població estaven per davall del llindar de pobresa.

## Poblacions més properes
El següent diagrama mostra les poblacions més properes.